# Caryl Churchill

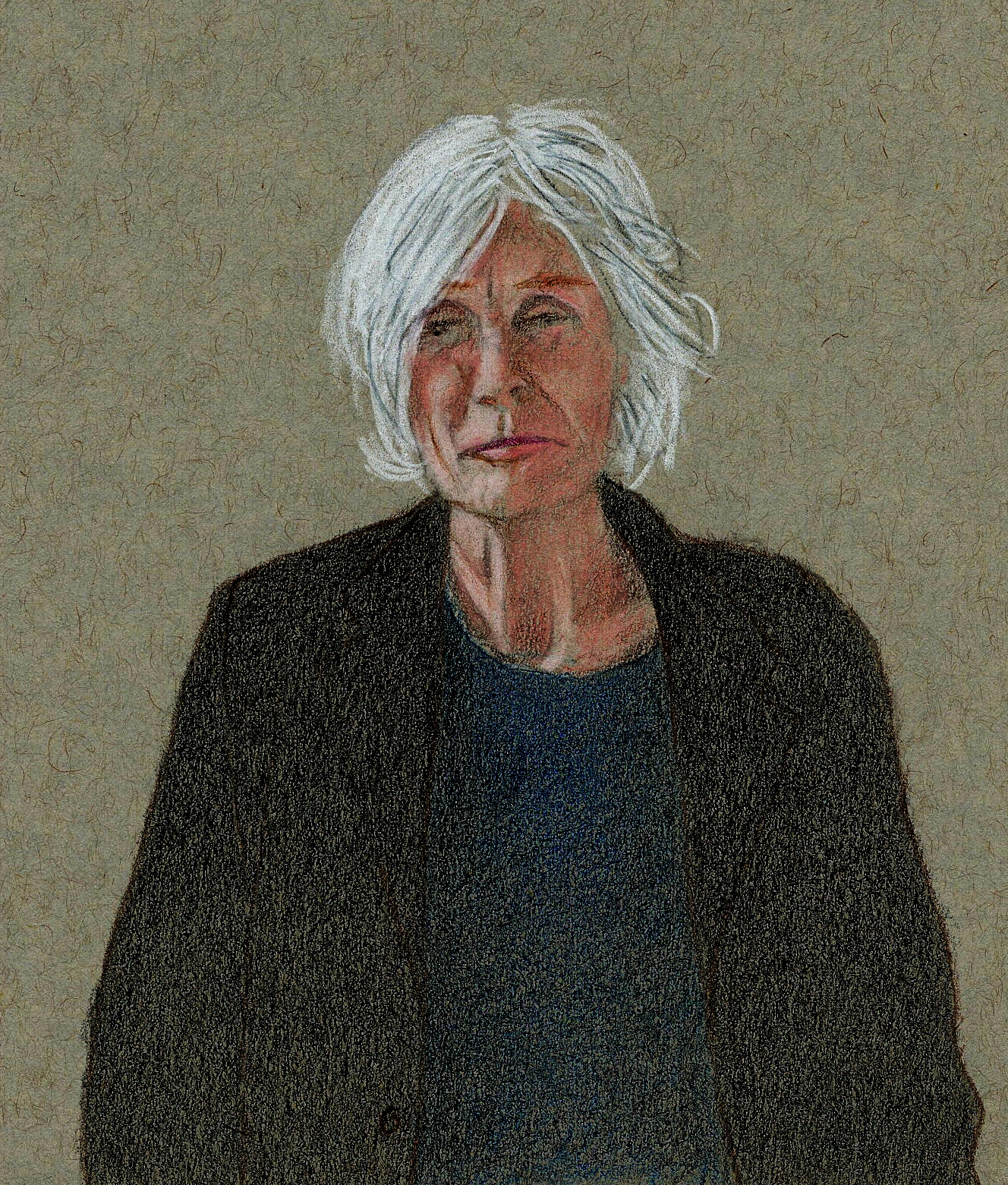
Caryl Churchill

Caryl Churchill (* 3. September 1938 in London) ist eine britische Dramatikerin. Sie ist bekannt für ihren Gebrauch nichtrealistischer Techniken und für ihre feministischen Themen.

## Leben
Churchill wurde 1938 in London geboren. Während des Zweiten Weltkriegs emigrierte ihre Familie nach Montreal, Kanada, wo sie die Trafalgar School für Mädchen besuchte. Sie kehrte für den Besuch der Universität nach England zurück und schloss 1960 ihr Studium der Englischen Literatur an der Oxford University ab. Dort begann sie auch ihre literarische Laufbahn, indem sie drei Stücke für studentische Theatergruppen schrieb: Downstairs, You’ve No Need to be Frightened und Having a Wonderful Time.
1961 heiratete sie David Harter, einen Rechtsanwalt aus Oxford, und zog drei Söhne groß. Sie begann kurze Radiostücke für die BBC zu schreiben. Dazu gehörten The Ants (1962), Not, Not, Not, Not Enough Oxygen (1971) und Schreber’s Nervous Illness (1972).
1972 schrieb Churchill Owners, ihr erstes Stück für die Bühne. Ihre sozialistischen Überzeugungen werden in dem Stück sehr deutlich. Sie kritisiert darin die Werte, die von den meisten Kapitalisten für selbstverständlich gehalten werden: aggressiv sein, vorwärtskommen, erfolgreich sein.
Von 1974 bis 1975 war sie „resident dramatist“ am Royal Court Theatre. Später begann sie eine Zusammenarbeit mit Theatergruppen wie Joint Stock und Monstrous Regiment (einer feministischen Theatervereinigung), die sich ausgedehnter Workshops bedienten, um neue Stücke zu entwickeln. Churchill benutzte auch weiterhin Workshops mit Improvisationen, um einige ihrer Stücke zu entwickeln.
Das erste Stück von ihr, das breite Aufmerksamkeit fand, war Cloud 9 (1979), das zum Teil in einer britischen Kolonie im Viktorianischen Zeitalter spielt. Sie untersucht darin die mit der Kolonisierung verbundenen Beziehungen und lässt Frauen Männerrollen spielen und umgekehrt, um komische und lehrreiche Effekte zu erzielen.
Churchills Schreiben wurde immer weniger von den Konventionen des Realismus eingeengt. Dabei entwickelte sie auch die feministischen Themen weiter. Top Girls (1982) ist ein Stück nur mit weiblichen Rollen und ist auf Marlene konzentriert, die ihr Heim und ihr Familienleben geopfert hat, um in der Geschäftswelt Erfolg zu haben. Die Hälfte der Handlung spielt während eines Festessens, bei dem Marlene historische und fiktive Frauen trifft, die in der Männerwelt Erfolg gehabt haben, aber immer um einen gewissen Preis.
In The Skriker (1994) benutzte Churchill eine assoziative Traumlogik, die einige Kritiker unsinnig fanden. Das Stück, eine visionäre Erkundung des modernen städtischen Lebens, folgt Skriker, einer Art nördlicher Kobold, in seiner Suche nach Liebe und Rache, wie er zwei junge Frauen bis nach London verfolgt und dabei bei jeder Begegnung seine Gestalt wechselt. Serious Money (1987) ist ein Versdrama, das einen satirischen Blick auf die Börse wirft. Es wurde begeistert aufgenommen, was zum Teil auch daran lag, dass es gerade nach dem Börsenkrach von 1987 herauskam.
Ihr Stück A Number (2002) behandelt das Thema menschliches Klonen.
Churchill schrieb auch Fernsehstücke für die BBC. Diese sowie einige ihrer Radiostücke wurden später für die Bühne adaptiert.
Churchill wurde 2009 als auswärtiges Ehrenmitglied in die American Academy of Arts and Letters gewählt. Sie wurde für den Neustadt International Prize for Literature 2016 nominiert.

## Kritik
Churchill wurde am 11. April 2022 vom Schauspiel Stuttgart für ihr Lebenswerk der mit 75.000 Euro dotierte Europäische Dramatiker:innen Preis für 2022 zuerkannt. Nach Recherchen des Portals Ruhrbarone wurde Anfang November vom Preisgeber bekanntgegeben, dass nach erneuter Beratung der Jury die Auszeichnung „wegen Antisemitismus-Vorwürfen gegen die Autorin zurückgenommen“ wurde und der Preis 2022 nicht verliehen werde. Die Jury habe nun Kenntnis von Unterschriften der Autorin im Zusammenhang mit der Israel-Boykottbewegung BDS. Außerdem könne Churchills Stück Seven Jewish Children: A play for Gaza antisemitisch wirken.  John Nathan, Theaterkritiker des Jewish Chronicle beschrieb das Stück als antisemitisch. Das Stück verbreite die antisemitische Ritualmordlegende, in der behauptet wird, Juden tränken das Blut von Unschuldigen, besonders von Kindern.

## Werke (Auswahl)
- Downstairs (1958)
- Having a Wonderful Time (1960)
- Owners (1972)
- Objections to Sex and Violence (1975)
- Light Shining in Buckinghamshire (1976)
- Vinegar Tom (1976)
- Traps (1977)
- Cloud 9 (1979)
- Top Girls (1982)
- Fen (1983)
- Softcops (1984)
- A Mouthful of Birds (1986)
- Serious Money (1987)
- Ice Cream (1989)
- Mad Forrest: A Play from Romania (1990)
- Lives of Great Poisoners (1991)
- The Skriker (1994)
- Thyestes (1994) – Übersetzung von Senecas Tragödie; Uraufführung 1994 am Royal Court Theatre, London[8]
- Blue Heart (1997)
- Hotel (1997)
- This is a Chair (1999)
- Far Away (2000)

- A Number (2002).
  - Die Kopien. Deutsche Übersetzung Falk Richter, deutsche EA Schaubühne am Lehniner Platz, 2003
- Betrunken genug zu sagen ich liebe dich (2006)
- Seven Jewish Children – a Play for Gaza (2009)[9]

## Belege
1. ↑  Honorary Members: Caryl Churchill. American Academy of Arts and Letters, abgerufen am 8. März 2019.
2. ↑  Finalists Announced for the 24th Neustadt International Prize for Literature. Lyrikzeitung.com, 27. Mai 2015, abgerufen am 3. Juni 2015.
3. ↑  Augsburger Allgemeine: "Europäischer Dramatiker:innen Preis 2022" für Churchill. Abgerufen am 13. April 2022.
4. ↑  Christian Rakow: Europäischer Dramatikpreis für Caryl Churchill zurückgezogen. Abgerufen am 4. November 2022 (deutsch).
5. ↑  Antisemitismus-Vorwürfe - Dramatikerpreis wird nicht verliehen, wdr.de, veröffentlicht und abgerufen am 1. November 2022.
6. ↑  Caryl Churchill: Dramatikerin wird Theaterpreis aberkannt. In: Der Spiegel. 1. November 2022, ISSN 2195-1349 (spiegel.de [abgerufen am 4. November 2022]).
7. ↑  Three candidates for NUS' top committee have made 'extremely offensive' anti-semitic comments. In: Independent. 25. April 2017, abgerufen am 28. November 2023 (englisch).
8. ↑  Aufführungen von Seneca-Tragödien ab 1993
9. ↑  Caryl Churchill's Seven Jewish Children, The Guardian vom 26. Februar 2009, abgerufen am 9. Mai 2015.

| Personendaten    | Personendaten                |
| ---------------- | ---------------------------- |
| NAME             | Churchill, Caryl             |
| KURZBESCHREIBUNG | britische Autorin von Dramen |
| GEBURTSDATUM     | 3. September 1938            |
| GEBURTSORT       | London                       |